# Aviva Ahuvati
Aviva Ahuvati (en hebreo: אביבה אהובתי‎) es una película dramática israelí de 2006 dirigida por Shemi Zarhin.

## Reparto
- Asi Levi como Aviva Cohen
- Rotem Abuhab como Anita
- Levana Finkelstein como Violette
- Dror Keren como Moni Cohen
- Sasson Gabai como Oded Zar

## Banda sonora
En marzo de 2020, Helicon Music lanzó la banda sonora de la película, que incluye nuevos remixes y pistas que no estaban incluidas en el lanzamiento original. El tema principal "Ha'aviv Sheli Yagi'a" (האביב שלי יגיע) fue interpretado por Miri Mesika y aparece en dos versiones diferentes.
Cuando la película se estrenó en 2006, se lanzó a la radio una mezcla especial en la que, además de los músicos originales, también aparecen Dudu Tassa en la guitarra, Yaniv Teichman en el Oud y el Bağlama, Asher Pedi en la batería y Uri Zach en los teclados.

## Estreno
La película fue estrenada el 27 de julio de 2006, en Israel.